# David Gilmour in Concert
David Gilmour in Concert je druhý videozáznam koncertu britského kytaristy a zpěváka Davida Gilmoura, který je známý především jako člen skupiny Pink Floyd. Video vyšlo na VHS a DVD na podzim roku 2002.
Natočený koncert se konal v červnu 2001, kdy David Gilmour vystoupil v rámci festivalu Meltdown, který ten rok zajišťoval Robert Wyatt. Gilmour, který od roku 1994, kdy skončilo poslední turné Pink Floyd, žádné koncerty nepořádal, zahrál v roce 2001 v londýnské Royal Festival Hall s doprovodnými muzikanty především skladby Pink Floyd v poloakustické úpravě. Kromě toho se zde vůbec poprvé vyskytuje i Gilmourova sólová píseň „Smile“, která byla na studiovém albu vydána až v roce 2006. Na koncertu zazněly ale i skladby od jiných skladatelů („Terrapin“ od Syda Barretta, píseň „Je crois entendre encore“ z opery Lovci perel od Georgese Bizeta a další).
Bonusové skladby na videozáznamu byly nahrány v lednu 2002, kdy Gilmour uspořádal na stejném místě tři koncerty, téměř shodné s vystoupením z předchozího roku.

## Seznam skladeb
1. „Shine On You Crazy Diamond (Parts I–V)“ (Gilmour/Waters/Wright)
2. „Terrapin“ (Barrett)
3. „Fat Old Sun“ (Gilmour)
4. „Coming Back to Life“ (Gilmour)
5. „High Hopes“ (Gilmour/Samson)
6. „Je crois entendre encore“ (Bizet)
7. „Smile“ (Gilmour/Samson)
8. „Wish You Were Here“ (Gilmour/Waters)
9. „Comfortably Numb“ (Gilmour/Waters)
10. „Dimming Of The Day“ (Thompson)
11. „Shine On You Crazy Diamond (Parts VI–VII)“ (Gilmour/Waters/Wright)
12. „A Great Day for Freedom“ (Gilmour/Samson)
13. „Hushabye Mountain“ (Sherman/Sherman)

### Bonusové skladby
1. „Dominoes“ (Barrett)
2. „Breakthrough“ (Wright/Moore)
3. „Comfortably Numb“ (Gilmour/Waters)

## Obsazení
- David Gilmour – kytary, zpěv
- Neill MacColl – kytary, vokály
- Michael Kamen – piano, anglický roh
- Chucho Merchan – kontrabas
- Caroline Dale – violoncello
- Dick Parry – saxofon
- Nic France – bicí, perkuse
- Sbor: Sam Brown (vedoucí sboru), Chris Ballin, Pete Brown, Margo Buchanan, Claudia Fontaine, Michelle John Douglas, Sonia Jones, Carol Kenyon, David Laudat, Durga McBroom, Aitch McRobbie, Beverli Skeete
- Robert Wyatt – zpěv (9)
- Rick Wright – klávesy (bonusy: 2, 3), zpěv (bonusy: 2)
- Bob Geldof – zpěv (bonusy: 3)